# Una donna nera
Una donna nera (in polacco: Murzynka; in francese: Portrait d'une femme noire) è un dipinto a olio su tela realizzato dall'artista polacca Anna Bilińska-Bohdanowicz nel 1884. Il quadro venne rubato durante la seconda guerra mondiale e venne trovato nel 2011, venendo nuovamente esposto al museo nazionale di Varsavia l'anno seguente.

## Storia
Il dipinto a olio su tela venne realizzato a Parigi nel 1884 (come dimostra la firma), durante una lezione di Tony Robert-Fleury sui ritratti all'accademia Julian, dove allora Anna Bilińska-Bohdanowicz studiava. Dopo la morte dell'artista, probabilmente l'opera venne portata in Polonia dal marito, il dottor Antoni Bohdanowicz, nel 1893. All'inizio il dipinto appartenne al collezionista Dominik Witke-Jeżewski, che depositò la tela al museo nazionale varsaviano nel 1933 assieme al resto della sua collezione.
Nel 1939 il dipinto venne acquistato dal museo per 700 sloti. Durante la seconda guerra mondiale, il quadro venne rubato in circostanze sconosciute e dopo la fine del conflitto venne ricercato dai polacchi. Nel 2011, la tela apparve a un'asta in Germania e venne ritrovata grazie all'impegno del ministero della cultura e del patrimonio nazionale e al sostegno della fondazione Kronenberg della banca Citi Handlowy. Dal 2012, il quadro è nuovamente esposto al museo nazionale di Varsavia.

## Descrizione
Il quadro è il ritratto di una donna nera, probabilmente una modella, davanti a uno sfondo bianco. Ella è rappresentata dal busto in su e indossa una veste bianca che le è scivolata da una spalla, scoprendo il seno sinistro. L'attenzione dello spettatore è immediatamente attirata dalla pelle radiosa del soggetto. Ella indossa una collana e degli orecchini d'oro e un fazzoletto rosso in testa. Nella mano destra la donna tiene un ventaglio giapponese. Il suo sguardo assente è diretto verso lo spazio al di sopra della testa dello spettatore. L'espressione del suo viso è intrigante: ella sembra imbarazzata ed è rappresentata come tale in modo molto realistico, senza alcuna idealizzazione.
Questo tipo di dipinto ritraente una persona esotica era un soggetto popolare alla fine del diciannovesimo secolo, soprattutto con l'orientalismo. La tela è firmata nell'angolo in alto a destra tramite il cognome della pittrice e la data della realizzazione (Anna Bilińska / - Paryż 1884 -).